# Włoscy arcymistrzowie szachowi
Lista włoskich szachistów, posiadających tytuły arcymistrzów (GM) i arcymistrzyń (WGM), zarówno w grze klasycznej, korespondencyjnej, kompozycji szachowej, jak i w rozwiązywaniu zadań szachowych oraz tytuły arcymistrzów honorowych (HGM), przyznawanych za osiągnięcia w przeszłości. Obejmuje także zawodników, którzy barwy Włoch reprezentowali tylko w pewnym okresie swojego życia.

## Szachy klasyczne

### arcymistrzowie
| Zawodnicy             | Rok urodzenia | Rok śmierci | Rok nadania | Uwagi                                    |
| --------------------- | ------------- | ----------- | ----------- | ---------------------------------------- |
| Sabino Brunello       | 1989          |             | 2010        |                                          |
| Esteban Canal         | 1896          | 1981        | 1977        | pochodzenie peruwiańskie, tytuł honorowy |
| Fabiano Caruana       | 1992          |             | 2007        | pochodzenie amerykańskie                 |
| Alberto David         | 1970          |             | 1998        | wcześniej Luksemburg                     |
| Danyyil Dvirnyy       | 1990          |             | 2014        | pochodzenie ukraińskie                   |
| Carlos Garcia Palermo | 1953          |             | 1985        | pochodzenie argentyńskie                 |
| Michele Godena        | 1967          |             | 1996        |                                          |
| Igor Jefimow          | 1960          |             | 1993        | pochodzenie gruzińskie, obecnie Monako   |
| Sergio Mariotti       | 1946          |             | 1974        |                                          |
| Roberto Mogranzini    | 1983          |             | 2013        |                                          |
| Mario Monticelli      | 1902          | 1995        | 1985        | tytuł honorowy                           |
| Lexy Ortega           | 1960          |             | 2001        | pochodzenie kubańskie                    |
| Enrico Paoli          | 1908          | 2005        | 1996        | tytuł honorowy                           |
| Axel Rombaldoni       | 1992          |             | 2013        |                                          |
| Daniele Vocaturo      | 1989          |             | 2009        |                                          |
| Aleksandr Złoczewski  | 1963          |             | 1994        | pochodzenie rosyjskie                    |

### arcymistrzynie
| Zawodniczki   | Rok urodzenia | Rok śmierci | Rok nadania | Uwagi                                          |
| ------------- | ------------- | ----------- | ----------- | ---------------------------------------------- |
| Jelena Sedina | 1968          |             | 1996        | pochodzenie ukraińskie, +mistrz międzynarodowy |
| Olga Zimina   | 1982          |             | 2003        | pochodzenie rosyjskie, +mistrz międzynarodowy  |

## Szachy korespondencyjne

### arcymistrzowie
| Zawodnicy          | Rok urodzenia | Rok śmierci | Rok nadania | Uwagi        |
| ------------------ | ------------- | ----------- | ----------- | ------------ |
| Gabriel Cardelli   | 1969          |             | 2002        |              |
| Claudio Casabona   | ?             |             | 2000        |              |
| Claudio Cesetti    | 1959          |             | 2010        |              |
| Ettore D'Adamo     | ?             |             | 2002        |              |
| Massimo De Blasio  | 1960          |             | 2001        |              |
| Fabio Finocchiaro  | ?             |             | 1999        |              |
| Sante Giuliani     | 1965          |             | 2005        |              |
| Mario Napolitano   | 1910          | 1995        | 1959        |              |
| Angelo Peluso      | ?             |             | 1998        |              |
| Vittorio Piccardo  | 1933          |             | 2001        |              |
| Eros Riccio        | 1977          |             | 2010        |              |
| Maurizio Tirabassi | 1957          |             | 1999        | +mistrz FIDE |
| Elio Vassia        | ?             |             | 2005        |              |
| Alberto Zanetti    | 1955          |             | 1997        |              |

### arcymistrzynie
| Zawodniczki                 | Rok urodzenia | Rok śmierci | Rok nadania | Uwagi |
| --------------------------- | ------------- | ----------- | ----------- | ----- |
| Laura Piazza                | ?             |             | 2008        |       |
| Alessandra Riegler          | 1961          |             | 2005        |       |
| Luz Marina Tinjaca' Ramirez | ?             |             | ?           |       |